# ژاک بودریه
ژاک بودریه (فرانسوی: Jacques Baudrier‎; ۴ مهٔ ۱۸۷۲ – نامشخص) قایقران قایق بادبانی اهل فرانسه بود.